# Hiroshi Yamauchi (Schiedsrichter)
Hiroshi Yamauchi (japanisch 山内 宏志 Yamauchi Hiroshi; * 20. Januar 1979) ist ein ehemaliger japanischer Fußballschiedsrichterassistent.
Von 2014 bis 2022 stand Yamauchi auf der Liste der FIFA-Schiedsrichter und war an der Spielleitung internationaler Fußballspiele beteiligt, unter anderem in der AFC Champions League Elite (28 Einsätze).
Als Assistent von Ryūji Satō wurde Yamauchi (zusammen mit Toru Sagara) für die Weltmeisterschaft 2018 in Russland nominiert; die drei blieben jedoch ohne Spielleitung als Schiedsrichtergespann. Bei der Asienmeisterschaft 2019 in den Vereinigten Arabischen Emiraten leitete er als Assistent von Ryūji Satō (zusammen mit Jun Mihara) vier Spiele, darunter zwei Gruppenspiele, ein Achtelfinale und ein Viertelfinale.
Des Weiteren war Yamauchi unter anderem Schiedsrichterassistent beim olympischen Fußballturnier 2016 in Brasilien, bei der Klub-Weltmeisterschaft 2018 in den Vereinigten Arabischen Emiraten, bei der U-20-Weltmeisterschaft 2015 in Neuseeland, bei der U-17-Weltmeisterschaft 2017 in Indien und bei der U-23-Asienmeisterschaft 2020 in Thailand, in der asiatischen WM-Qualifikation (zehn Einsätze) sowie bei diversen Qualifikations- und Freundschaftsspielen.